# Carex thomsonii
Carex thomsonii är en halvgräsart som beskrevs av Francis M.B. Boott. Carex thomsonii ingår i släktet starrar, och familjen halvgräs. Inga underarter finns listade i Catalogue of Life.